# Precálculo
En la educación de Estados Unidos de América, el precálculo es  una forma avanzada de álgebra. En ocasiones, se considera un curso honorífico. Los cursos y los libros de precálculo se preparan para los estudiantes de cálculo. El precálculo suele incluir una revisión de álgebra y de trigonometría, así como una introducción a las funciones exponenciales, logarítmicas y trigonométricas, a los vectores, a los números complejos, a las secciones cónicas y a la geometría analítica. 

## Cursos universitarios
Los cursos de universidad equivalentes son introducción al análisis, álgebra universitaria y trigonometría. El precálculo está relacionado con los siguientes temas:
- conjuntos
- números reales
- números complejos
- Factorización
- Solución de inecuaciones y ecuaciones
- Propiedades de funciones
- funciones compuestas
- funciones polinómicas
- funciones racionales
- trigonometría
- funciones trigonométricas y sus inversas
- identidades trigonométricas
- secciones cónicas
- funciones exponenciales
- funciones logarítmicas
- sucesiones y series
- teorema del binomio
- vectores
- ecuaciones paramétricas
- coordenadas polares
- matrices y determinantes
- inducción matemática
- límites